# Julia Grace Wales
Pour les articles homonymes, voir Wales.
Julia Grace Wales, née le 14 juillet 1881 à Bury (Canada) et morte le 15 juillet 1957 à Saint-André-d'Argenteuil (Canada), est une universitaire et militante pacifiste canadienne. Elle est connue pour avoir rédigé le Wisconsin Plan (en), une proposition pour rassembler lors d'une conférence des intellectuels de pays neutres qui travailleraient à trouver une solution pour mettre fin à la Première Guerre mondiale.

## Biographie

### Origines et études
Elle est la fille de Benjamin Nathaniel Wales, médecin diplômé de l'université McGill en 1874 et d'Emma Theodosia (née Osgood), mariés en 1878. Benjamin Nathaniel Wales est le premier président de la Société historique du comté d'Argenteuil et le petit-fils de Benjamin Wales, fondateur de la première usine de papier du Canada. La famille était presbytérienne.
Elle fréquente l'université McGill (Montréal), où elle obtient un baccalauréat en arts en 1903. L'année suivante, elle décroche une maîtrise ès arts du Radcliffe College. En 1906, elle déménage de Bury à Saint-André-d'Argenteuil. Elle est successivement étudiante puis professeur de littérature anglaise à l'université du Wisconsin (de nos jours université du Wisconsin à Madison). Elle enseigne à l'université de Londres de 1919 à 1920, puis à l'université de Cambridge jusqu'en 1921. Spécialisée dans l'étude de William Shakespeare, elle obtient un doctorat en 1926.

### Pacifisme
En décembre 1914, elle est horrifiée par les nouvelles de la Première Guerre mondiale rapportées d'Europe. Convaincue que la guerre était à la fois irrationnelle et non chrétienne, elle publie ses idées et une solution pour mettre fin au conflit dans une brochure intitulée « Médiation continue sans armistice », connue sous le nom de Plan Wisconsin. Son objectif était de pousser les États-Unis à organiser une conférence de médiation avec des intellectuels des pays neutres, qui recevraient des suggestions des nations belligérantes tout en discutant de solutions possibles à apporter.
Le plan est approuvé par plusieurs mouvements pacifistes, ainsi que par la législature du Wisconsin. En tant que déléguée, elle représente la Wisconsin Peace Society au Congrès international des femmes, qui se tient à La Haye en avril 1915. Elle devient ainsi membre fondatrice de la Ligue internationale des femmes pour la paix et la liberté. Lors du congrès, elle fait adopter son plan comme résolution à destination des gouvernements d'Europe. Cependant, il échoue dès lors que les États-Unis entrent en guerre en avril 1917. Elle retourne alors en Amérique du Nord pour reprendre sa carrière universitaire.

### Fin de vie
Elle n'abandonne pas son combat pour la paix et continue à publier des articles pacifistes. Avec sa mère et sa plus jeunes sœur, Anna Letitia, elle est co-auteur d'une collection de poésie intitulée Argenteuil Lyrics, publiée en 1935. Elle a également écrit des articles sur des sujets religieux. Son livre, Democracy Needs Education, est publié en 1942.
Elle vit à Madison (Wisconsin) de 1940 jusqu'à sa retraite, en 1947. Elle retourne ensuite à Saint-André-d'Argenteuil. Elle y meurt en 1957, le lendemain de son 76e anniversaire. Elle ne s'est jamais mariée et n'a eu aucun enfant.